# کارمن
کارمن (به فرانسوی: Carmen) اپرایی در چهار پرده است که موسیقی آن توسطِ ژرژ بیزه آهنگساز مشهور فرانسوی ساخته شده. اپرانامه این اثر توسط هانری مِلاک و لودوویک آلِوی و بر پایه رمان سال ۱۸۴۵  پروسپه مریمه با همین نام نوشته شده است. گمان می‌رود که رمان مریمه نیز خود متأثر از شعر «کولی» از الکساندر پوشکین باشد.
داستان حدود سال ۱۸۲۰ در سویل - اسپانیا، شکل می‌گیر. شخصیت اصلی داستان کولی زیبایی با خلق و خویی آتشین به نام کارمن است. با عشقی رها از هر بند، کارمن سربازی ناپخته به نام دون خوزه را عاشق خود می‌کند. رابطه آن‌ها با یکدیگر، باعث برهم خوردن ارتباط عاطفی سرباز با عشق پیشین خود، میکائلا، شورش او بر ضد فرمانده‌اش - زونیگا - و پیوستنش به گروهی قاچاقچی می‌شود. کارمن که به بی‌وفایی زبانزد عام و خاص بوده، بعد از مدت کوتاهی، دلباخته گاوبازی به نام اسکامیلو می‌شود و پس از دل بستن کارمن به اسکامیلو، دون خوزه از روی حسادت، کارمن را به قتل می‌رساند.
اجرای نخست کارمن، مورد استقبال چندانی قرار نگرفت و موسیقی این اپرا، انتظارات بسیاری را برآورده نکرد. همچنین منتقدان، آن را فاقد اصالت و طعم و رنگ شایان توجه دانسته و تماشاگران نیز که اغلب دیدن صحنه‌های شوخی و طنز را به روایت‌های جدی و تلخ ترجیح می‌دادند، این اثر را مورد تحقیر و تمسخر قرار دادند. بیزه که به عکس‌العمل مردم در برابر آثارش بسیار حساس بود، در رویارویی با این استقبال سرد و عاری از مهر، دستخوش افسردگی شدید روحی شد. از طرف دیگر به خاطر گلودردی که از قبل دچارش بود، وضع جسمانی بسیار نا متعادلی پیدا کرد. ژرژ بیزه دیگر نتوانست مانند گذشته عزم و اراده قوی نشان داده و سلامت روحی و جسمی خود را بازیابد و درست سه ماه بعد از نخستین اجرای اپرای کارمن، هنگامی که امیدوار بود ششمین سالگرد ازدواج خود را جشن بگیرد، چشم از جهان فروبست.
پس از مرگ بیزه، با گذشت زمان و تغییرات در نگرش به موسیقی و اپرا، کارمن به تدریج علاقه عموم را به خود جذب کرد. این اپرا در سراسر دنیا به تناوب به روی صحنه رفته و همواره مورد تأیید و تشویق تماشاگران و موسیقیدانان قرار گرفته‌است.

## نقش‌ها
نوع صداهای ذکر شده در جدول زیر بر اساس اپرانامه اصلی می‌باشد.

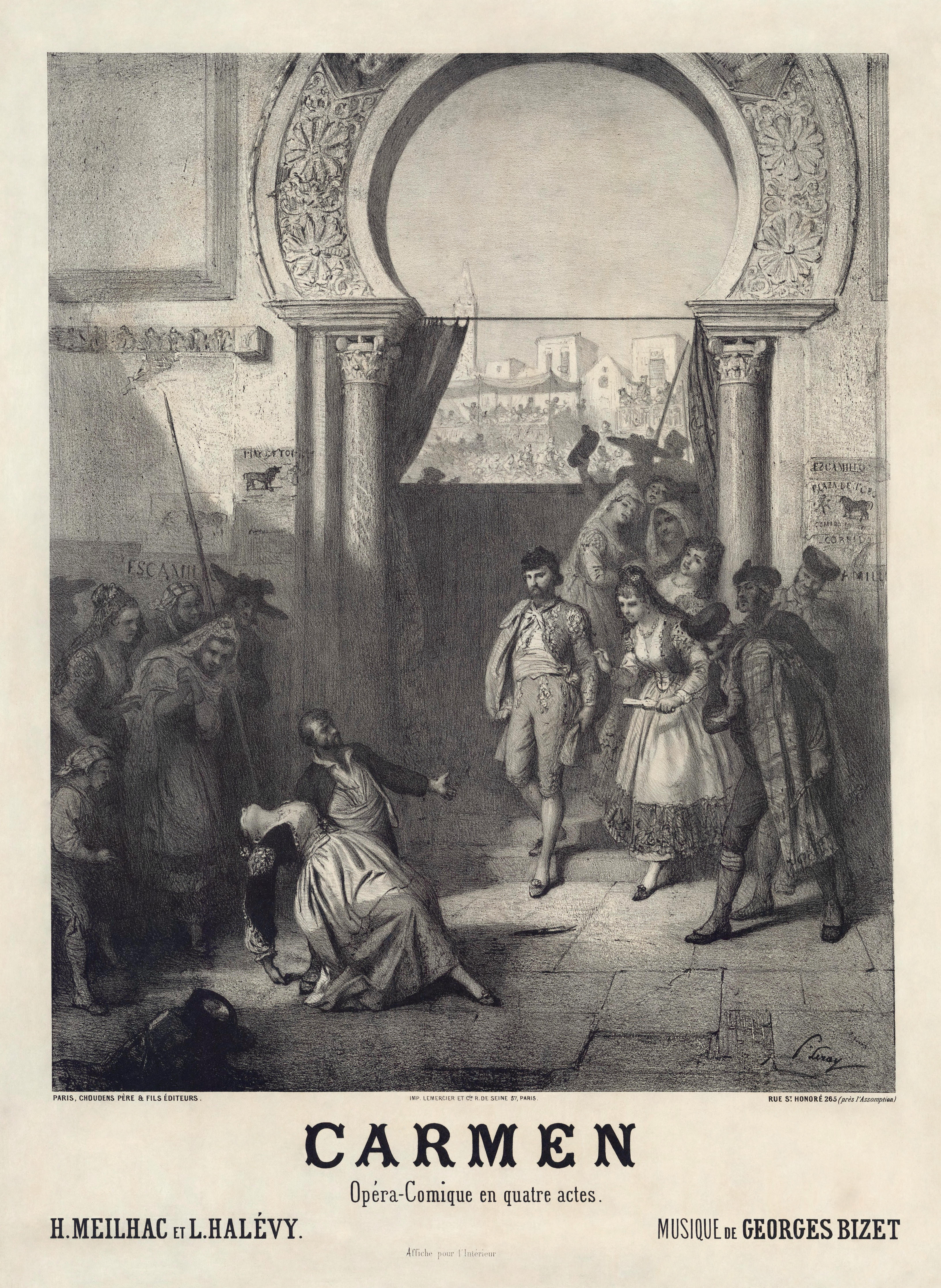
پوستر اجرایی از اپرای کارمن در ۱۸۷۵

| نقش | نوع صدا       |
| --- | ------------- |
| کارمن؛ یک دختر کولی | متزو سوپرانو  |
| دون خوزه؛ یک سرباز پادگان سواره نظام | تنور (صدا)    |
| اسکامیلو؛ قهرمان گاو بازی | باس - باریتون |
| میکائلا؛ یک دوشیزه روستایی | سوپرانو       |
| زونیگا؛ یک فرمانده پادگان سواره نظام | باس           |
| مورال؛ یک افسر پادگان سواره نظام | باریتون       |
| فراسکیتا؛ یک دختر کولی / دوست کارمن | سوپرانو       |
| مرسده؛ یک دختر کولی / دوست کارمن | متزو سوپرانو  |
| لیلاس پاستیا؛ صاحب کاروانسرا | (گفتار)       |
| دان کایرو؛ قاچاقچی | باریتون       |
| رمندادو؛ قاچاقچی | تنور          |
| یک راهنما | (گفتار)       |
| گروه کر: سربازان، مردان جوان، دختران سیگارفروش کارخانه، طرفداران اسکامیلو، کولی‌ها، تجار و فروشندگان پرتقال، مسئولین حفظ نظم و اداره شهر، گاوبازان، مردم عادی، تعدادی پسر بچه شیطان |               |

## خلاصه

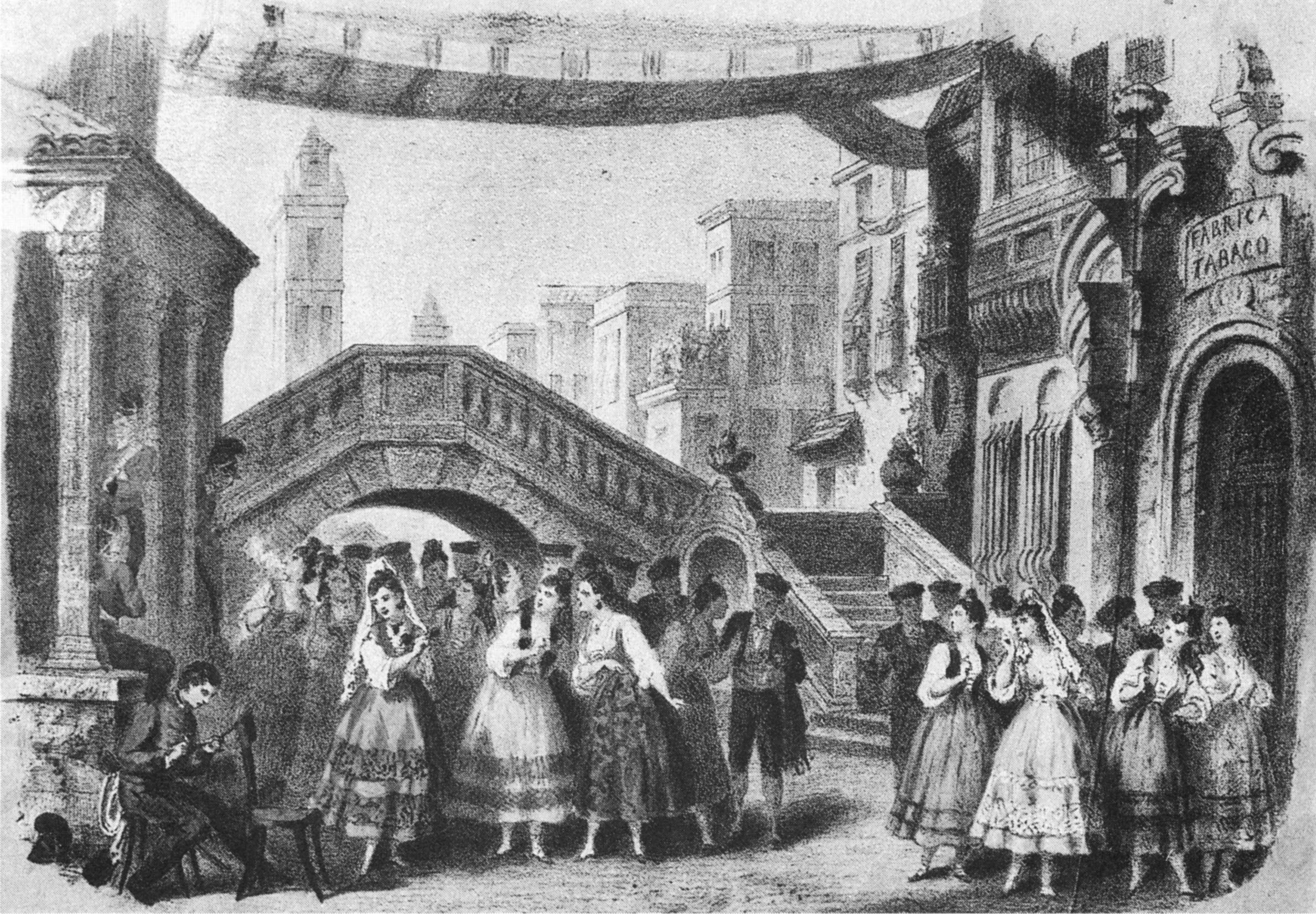
لیتوگرافی پرده یکم در اجرای نخست. اثر پیر آگوست لامی ، ۱۸۷۵.

### پرده یکم
میدانی در سویل؛ مدخل کارخانه تنباکو در سمت راست، یکٔ پل در پشت و پاسدارخانه در سمت چپ.
گروهی از سربازان در میدان به استراحت مشغولند و زمان خود را صرف گفتگو در مورد رهگذران می‌کنند ("Sur la place, chacun passe"). میکائلا از راه می‌رسد و به دنبال خوزه می‌گردد. مورالس به او می‌گوید که خوزه الان سر خدمت نیست و با تعویض گارد او هم خواهد آمد؛ وی از میکائلا دعوت می‌کند تا آمدنش پیش آنها بماند؛ اما او قبول نمی‌کند و می‌گوید که بعداً دوباره باز خواهد گشت. خوزه با گارد جدید سر می‌رسند و مورد استقبال قرار می‌گیرند. عدّه ایی پسر بچه نیز با تقلید و توصیف وظایف عناصر محافظتی پادگان، به آنها خوشامد می‌گویند("Avec la garde montante").
زنگ کارخانه تنباکو به صدا در میاید؛ زنان و دختران سیگار فروش از آنجا بیرون آمده و مشغول گپ زدن با مردان جوان حاضر در جمعیت می‌شوند ("La cloche a sonné"). اغلب مردان سراغ کارمن را می‌گیرند که پس از اندکی او نیز وارد صحنه شده و آواز محبوب و اغواگرش را در مورد طبیعت مهار نشدنی عشق سر می‌دهد، «عشق پرنده‌ای سرکش است» ("L'amour est un oiseau rebelle"). مردان از کارمن می‌خواهند که یکی از آنها را به عنوان معشوقه اش انتخاب کند و او هم پس از قدری طنازی، گلی را به سوی دون خوزه پرتاب می‌کند. دون خوزه تا آن زمان عاشق میکائلا بوده و توجهی به کارمن نشان نمی‌داده‌است، اما عشوه گری‌های این کولی جذاب و آن گًل، آتش عشق جدیدی را در درون این سرباز ساده دل شعله‌ور ساخته و او را دچار تردید می‌کند. وقتی زنان و دختران سیگارفروش به کارخانه می‌روند، میکائلا بازمی‌گردد. مادر خوزه از او خواسته بوده که نامه ایی را به همراه مقداری پول به دست پسرش رسانده و او را از طرفش ببوسد ("Parle-moi de ma mère!").
پس از دادن نامه، میکائلا بوسه ایی بر پیشانی خوزه زده و از آنجا می‌رود؛ با خواندن نامه، خوزه متوجه می‌شود که آرزوی مادرش برگشت او به خانه و ازدواجش با میکائلا ست. او از اینکه میکائلا را برای معاشقه با کارمن پس زده، خجالت زده می‌شود و تصمیم می‌گیرد تا این دوشیزه معصوم روستایی را به عنوان همسرش انتخاب کند. در همین هنگام، عده زیادی از زنان سرآسیمه و مضطرب از کارخانه به بیرون هجوم آورده و در مورد دعوای بین کارمن و دیگری شروع به بحث می‌کنند.
زونیگا، افسر گارد، متوجه می‌شود که کارمن به یکی از زنان کارخانه با چاقو حمله کرده و وی را مجروح ساخته‌است. او کارمن را به بازخواست می‌کشاند ولی کارمن به جای دادن پاسخی صریح و واضح، تنها به خنده و استهزاء می‌پردازد ("Tra la la... Coupe-moi, brûle-moi"). شوخی‌های کارمن موجب خشم زونیگا شده و دستور می‌دهد او را به زندان بیندازند؛ همچنین از خوزه می‌خواهد که مسئولیت پرونده او را بر عهده گرفته و چشم از او برندارد. وقتی کارمن و خوزه با یکدیگر تنها می‌شوند، کارمن با کرشمه و وعده‌های عاشقانه، خوزه را اغفال کرده و او را شیفته خود می‌سازد؛ تا جایی که وی حاضر به سر پیچی از دستور فرمانده خود - زونیگا - شده و به کارمن کمک می‌کند تا فرار کند. پس از گریختن کارمن، خوزه به دلیل سهل انگاری در انجام وظیفه مجازات شده و به زندان می‌افتد.

### پرده دوم
کاروانسرای لیلاس پاستیا
یک ماه گذشت. کارمن و همنشینانش فراسکیتا و مرسده با رقص و آواز در حال سرگرم ساختن زونیگا و دیگر افسران در کاروانسرا هستند ("Les tringles des sistres tintaient"). در کاروانسرا زونیگا به کارمن خبر می‌دهد که خوزه از زندان آزاد شده و او بسیار خوشحال می‌شود. از بیرون صدای جمعیتی به گوش می‌رسد که رسیدن اسکامیلو - گاو باز حرفه‌ای - را اعلام می‌کنند ("Vivat, vivat le Toréro"). اسکامیلو به داخل کاروانسر آمده و با خواندن آوازی، آهنگ گاوباز، خود را معرفی می‌کند ("Votre toast, je peux vous le rendre"). کارمن زیبا توجه اسکامیلو را نیز به خود جلب می‌کند؛ اسکامیلو تقاضای آشنایی بیشتر می‌کند اما کارمن که حالا دل در گرو خوزه داشته، تقاضای او را نمی‌پذیرد. پس از مدتی به دلیل ازدحام زیاد سربازان و افراد متفرقه، لیلاس پاستیا - صاحب کاروانسرا - از همگان می‌خواهد که آنجا را ترک کنند.
وقتی فقط کارمن، فراسکیتا و مرسده می‌مانند، دو قاچاقچی به نامهای دانکیر و رمندادو سر می‌رسند. آنها نقشه خود را در مورد حمل اجناس ممنوعه بازگو کرده و از این سه زن درخواست همکاری می‌کنند ("Nous avons en tête une affaire"). فراسکیتا و مرسده علاقه‌مند به همکاری می‌شوند اما کارمن ترجیح می‌دهد که جایی نرود و منتظر خوزه بماند. مردان قاچاقچی هم احساسات کارمن را به مسخره گرفته و معتقدند که او هیچگاه عاشق یک نفر نخواهد ماند!
کارمن از دور صدای خوزه را می‌شنود و بسیار شاد می‌شود؛ او برای اینکه خوزه را نیز خوشحال سازد، رقص زیبا و منحصر به فردش را برای او به نمایش می‌گذارد ("Je vais danser en votre honneur … La la la"). اما در این بین صدای شیپور سرباز خانه شنیده می‌شود و خوزه می‌گوید که باید هر چه زودتر به جمع سربازان بپیوندد. کارمن با دلخوری، خوزه را مورد طعن و کنایه قرار می‌دهد و می‌گوید که اگر واقعاً عاشقش بود، به خاطر هیچ چیز و هیچ‌کس حاضر به ترکش نمی‌شد. خوزه هم در پاسخ برایش توضیح می‌دهد که از زمانی که به خاطر او به زندان افتاده، یک لحظه هم از یادش غافل نبوده و گلی را که کارمن به او داده، هرگز از خودش جدا نکرده‌است ("La fleur que tu m'avais jetée")؛ ولی این عشق نباید باعث شود که مسئولیت‌ها و تعهدهای کاری اش را کنار گذارد. اما این کارمن را راضی نمی‌کند و از اینکه با دوستانش به کمک قاچاقچیان نرفته و منتظر خوزه مانده، پشیمان می‌شود.
علیرغم میل باطنی اش، خوزه آماده پیوستن به سربازان و ترک کارمن می‌شود که زونیگا وارد شده و سراغ کارمن را می‌گیرد. بین او و خوزه درگیری ایجاد می‌شود و در این بین، قاچاقچیان نیز که زونیگا را تعقیب می‌کرده‌اند، وارد عمل شده، این دو را از هم جدا می‌کنند و زونیگا را به یک صندلی می‌بندند. مداخله مردان تبهکار و روشن شدن رابطه کارمن و خوزه، راهی را جز پیوستن به گروه مخالف برای خوزه باقی نمی‌گذارد و او به‌ناچار به قاچاقچیان ملحق می‌شود.

### پرده سوم
منطقه ایی جنگلی و بکر در کوهستان
کارمن و خوزه به همراه قاچاقچیان و محموله‌هایشان وارد می‌شوند ("Écoute, écoute, compagnon") و تصمیم به استراحتی کوتاه در آن منطقه می‌گیرند. خوزه به یاد مادرش می‌افتد که هنوز فکر می‌کند پسرش سر وظیفه است و بزودی به خانه بازمی‌گردد. وقتی اینها را با کارمن در میان می‌گذارد، کارمن - که دیگر از عشق او دلزده شده بوده - پیشنهاد می‌کند که نزد مادرش بازگردد و می‌گوید تو برای اینگونه زندگی ساخته نشده ایی. خوزه هم تصمیم می‌گیرد سختی جدایی از کارمن را پذیرفته و سر خدمتش بازگردد. فراسکیتا و مرسده مشغول گرفتن فال ورق هستند و کارمن هم به آنها ملحق می‌شود. وقتی او فال خودش را می‌گیرد، تمام کارتها مرگ او و خوزه را نشان می‌دهند!
کارون خلافکارن تصمیم به حرکت می‌گیرند؛ افرادی از آنان مسیر حرکت را پیشتر دیده‌بانی می‌کنند و متوجه حضور مأموران در بین راهشان می‌شوند. آنها تصمیم می‌گیرند که توسط زنان، افسران را سرگرم کرده و بارشان را رّد کنند. خوزه نیز در آن اطراف مشغول دیده‌بانی بوده‌است. میکائلا هم از آنچه بر خوزه گذشته خبردار شده و به جستجوی وی در آن حوالی میاید؛ او می‌خواهد هر طور شده، مرد مورد علاقه ش را از شرّ کارمن و همگروهانش خلاص کرده و او را نزد مادرش بازگرداند ("Je dis que rien ne m'épouvante").
میکائلا از تاریکی و تنهایی در آنجا بسیار ترسیده بوده و مشغول دعا می‌شود؛ شنیدن صدای گلوله ایی از راه دور هم او را وحشت زده تر می‌کند. این گلوله را خوزه جهت اخطاری به اسکامیلو - که به آنجا نزدیک می‌شده - شلیک می‌کند. اسکامیلو خود را به خوزه معرفی می‌کند و می‌گوید که حضورش در آنجا تنها به خاطر ملاقات با معشوقه اش است. خوزه اسم زن مورد علاقه اش را از او می‌پرسد و اسکامیلو در پاسخ نام کارمن را بر زبان میاورد؛ او ادامه می‌دهد که شنیده کارمن عاشق سربازی شده که آن سرباز به خاطر او هم به زندان رفته و هم ترک خدمت کرده‌است… ولی با توجه به خلقیات کارمن، تا حالا باید از هم جدا شده باشند. اصرار مرد گاوباز برای دیدار با کارمن، خوزه را به شدت خشمگین می‌کند تا جایی که او را به مبارزه می‌طلبد و می‌گوید: " برای رسیدن به او باید بهایش را بپردازی و آن پیروزی در مقابل من است. " اسکامیلو متوجه می‌شود سربازی که کارمن عاشق‌اش بوده در مقابلش ایستاده و جدال با او را قبول می‌کند ("Je suis Escamillo, toréro de Grenade").
اما نزدیک شدن قاچاقچیان و زنان همراهشان به آن طرف، ایندو را از هم جدا می‌کند ("Holà, holà José"). اسکامیلو کارمن را می‌بیند و به اومیگوید که جانش را مدیون اوست. همچنان که گروه خلافکاران به حرکت خود ادامه می‌دهند، اسکامیلو آنها را به تماشای مسابقه بعدی خود دعوت می‌کند و اعلام می‌دارد که حضور عشقش - کارمن - در بین تماشاچیان باعث قوت قلب او خواهد بود. خوزه هم با خشم و حسادت نزد کارمن می‌رود و از او می‌خواهد که به عهدشان وفادار بماند.
میکائلا از راه می‌رسد و خوزه را شگفت زده می‌کند. التماس‌های میکائلا از خوزه برای دیدار با مادرش و ترک کارمن نتیجه ایی جز بی اعتنایی خوزه و اصرارهای مکرّر او از کارمن برای پایداری بر سر عشقشان نداشت؛ تا اینکه میکائلا تصمیم می‌گیرد بیماری سخت مادر خوزه و احتمال مرگش را به پسرش خبر دهد. با شنیدن این خبر خوزه برآشفته شده و تصمیم می‌گیرد با میکائلا نزد مادرش برود. همچنان که خوزه - با قول بازگشت دوباره به کارمن - آنجا را ترک می‌کرده، صدای اسکامیلو به گوش می‌رسیده و کارمن را شیفته خود کرده‌است.

### پرده چهارم
یک میدان در سویل و نمای دیوارهای یک آمفی تئاتر باستانی
زونیگا، فراسکیتا و مرسده در بین جمعیت حاضر در میدان، منتظر ورود گاوبازن هستند ("! Les voici! Voici la quadrille"). رقصندگان به رقص و شادمانی مشغول اند. برگزارکنندگان مسابقه به همراه افراد سرشناس شهر از جمله کلانتر و شهردار، وارد می‌شوند و مورد استقبال قرار می‌گیرند. اسکامیلو و کارمن نیزدر حالی که به یکدیگر ابراز عشق می‌کنند، وارد می‌شوند ("Si tu m'aimes, Carmen"). همچنان که اسکامیلو به سوی میدان مسابقه می‌رود، فراسکیتا به کارمن هشدار می‌دهد که خوزه در آن نزدیکی هاست و آنقدر عصبانیست که ممکن است او را بکشد؛ اما کارمن جسورانه آمادگی خود را برای روبرو شدن با خوزه و صحبت کردن با او اعلام می‌کند. جمعیت برای تماشای مسابقه می‌شتابند و خوزه با کارمن تنها و رو در رو می‌شوند ("! C'est toi! C'est moi").
خوزه از کارمن تمنا می‌کند که گذشته‌ها را فراموش کرده، به او بپیوندد و با هم به مکانی دور رفته، زندگی جدیدی را آغاز کنند؛ اما کارمن حرفهای او را به مسخره می‌گیرد و می‌گوید که دیگر خوزه را دوست ندارد و عاشق اسکامیلوست و برای این عشق حاضر است از جانش هم بگذرد. صدای تشویق و هیجان تماشاچیان به گوش می‌رسد و کارمن مشتاقانه می‌خواهد برای دیدن نمایش قدرت اسکامیلو آنجا باشد. خوزه برای آخرین بار از کارمن تقاضا می‌کند که او را ترک نکند؛ در مقابل کارمن انگشتری را که خوزه قبلاً به او هدیه داده به سمتش پرتاب می‌کند و می‌گوید دیگر هیچ احساسی نسبت به او ندارد. خوزه دیگر صبر و تحملش را از کف می‌دهد؛ با چاقو به سمت کارمن حمله‌ور شده و او را از پای درمی‌آورد.
همچنان که جمعیت مشغول تحسین و شادی برای پیروزی اسکامیلو هستند، کارمن جان می‌سپارد و خوزه نیز که از کرده خود بسیار غمگین و پشیمان است، بازداشت شده و به گناه خود اعتراف می‌کند ("!Ah! Carmen! ma Carmen adorée").